# Hilda Gadea
Hilda Gadea Acosta (Lima, 21 de março de 1925[carece de fontes?] — Havana, 11 de fevereiro de 1974) foi uma economista, líder comunista e autora peruana. Ela foi a primeira esposa de Che Guevara.
Gadea Acosta foi Secretária de Economia do Comitê Nacional Executivo da Aliança Popular Revolucionária Americana (APRA). Suas atividades no Peru a levaram ao exílio em 1948. Ela conheceu Guevara na Guatemala em dezembro de 1953. Gadea e Guevara se mudaram para o México devido à pressão de suas políticas. Ela o apresentou a vários rebeldes cubanos.
Os dois se casaram no México em setembro de 1955, depois de Gadea saber que estava grávida. O casamento terminou em divórcio em maio de 1959. Eles tiveram uma filha chamada Hilda Beatriz "Hildita" Guevara Gadea (1956 – 1995).
Após a Revolução Cubana, na qual Guevara lutou, Gadea foi para Cuba, sendo confrontada com o anúncio de que o revolucionário se apaixonara por outra mulher, Aleida March, e pediu o divórcio. Gadea permaneceu leal ao movimento político do ex-marido; morreu em Havana em 1974. Ela escreveu o livro de memórias My Life With Che. Gabriel San Roman, escritor da Z Magazine, começou a escrever uma peça sobre Gadea.